# Mpulungu
Mpulungu  este un oraș în Provincia de Nord, Zambia, port în capătul sudic al lacului Tanganiyka. Are rol de reședință a districtului omonim. De aici, există legături navale către Tanzania, Republica Democrată Congo și Burundi.